# Dora Montefiore

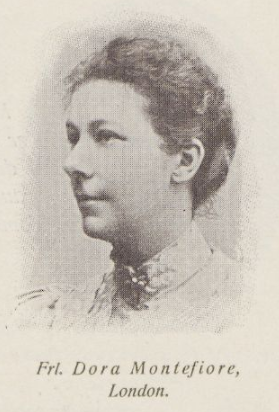
Dora Montefiore, 1904

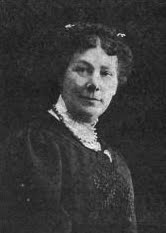
Dora Montefiore auf dem Cover von The Progressive Woman, August 1909

Dorothy Frances Montefiore (* 20. Dezember 1851 in Kenley, London, England; † 21. Dezember 1933 in Hastings, England) war eine englisch-australische Frauenrechtlerin, Sozialistin und Autorin.

## Leben und Werk
Montefiore wurde als das achte von dreizehn Kindern als Dorothy (Dora) Frances Fuller von Mary Ann Fuller und dem Eisenbahnunternehmer Francis Francis geboren. Sie wurde von Gouvernanten und Tutoren erzogen und besuchte die Schule von Frau Creswell in Brighton. 1874 reiste sie nach Sydney, um der Frau ihres Bruders zu helfen. Nachdem sie vorübergehend nach England zurückgekehrt war, heiratete sie am 1. Februar 1881 in Darling Point, New South Wales den jüdischen Kaufmann George Barrow, den Sohn des Finanziers Joseph Barrow Montefiore. Sie lebten in Paddington (New South Wales), wo 1883 ihre Tochter und 1887 ihr Sohn geboren wurden. Ihr Mann starb am 17. Juli 1889 auf See.
Als Montefiore erfuhr, dass sie kein automatisches Vormundschaftsrecht für ihre Kinder hatte, wurde sie eine Verfechterin der Frauenrechte. Das erste Treffen der Womanhood Suffrage League von New South Wales fand am 29. März 1891 in ihrem Haus statt. 1892 verließ Montefiore Australien und lebte einige Jahre in Paris, bevor sie nach England zurückkehrte. 1897 schlug Montefiore die Gründung der Women’s Tax Resistance League vor.
Als geschäftsführendes Mitglied der in London ansässigen National Union of Women’s Suffrage Societies unter der Leitung von Millicent Fawcett trat sie in die Women’s Social and Political Union (WSPU) ein, die von Emmeline und Christabel Pankhurst gegründet worden war. Im Oktober 1906 wurden Adela Pankhurst, Montefiore und andere verhaftet, weil sie an einer Demonstration für das Wahlrecht in der Lobby des Unterhauses teilgenommen hatte.
Während des Zweiten Burenkrieges von 1899 bis 1902 weigerte sie sich, Steuern zu zahlen mit der Begründung, dass das Geld verwendet wurde, um einen Krieg zu finanzieren, bei dem sie kein Mitspracherecht habe. Gerichtsvollzieher beschlagnahmten und versteigerten ihre Waren, um die Steuerrechnung zu decken. 1906 weigerte sie sich erneut, ihre Steuern zu zahlen, diesmal bis Frauen das Wahlrecht erhielten. Montefiore trat zu dieser Zeit auch mehreren sozialistischen Organisationen bei, darunter der Women’s Freedom League, der Social Democratic Federation und der British Socialist Party (BSP).
Montefiore war mit der Frauenrechtlerin Adelaide Knight und Minnie Baldock befreundet. Sie verließ die WSPU und trat in die Adult Suffrage Society ein, in der sie 1909 ehrenamtliche Sekretärin wurde, um die Forderung nach einem vollen Wahlrecht zu unterstützen, das nicht auf dem finanziellen Status beruhte. Die sozialistischen Ansichten von Montefiore wurden von Sylvia Pankhurst geteilt, mit der sie nach ihrer Trennung von der WSPU in Kontakt blieb.

## Politische Aktivitäten nach 1910
Die Teilnahme an sozialistischen Kongressen führte zu weiteren Verbindungen zu anderen Aktivistinnen, ebenso wie ihre Reisen durch die Vereinigten Staaten, Australien und Südafrika von 1910 bis 1912.
1910 besuchte Montefiore ihren Sohn, der sich als Ingenieur in Sydney niedergelassen hatte. Aufgrund der Krankheit des Politikers und Vorsitzenden der New Zealand Labour Party, Henry Edmund Holland, gab sie 1911 seine Zeitung, die International Socialist Review of Australasia, heraus.
Im Oktober 1913 entwarf sie einen Plan, um etwa 300 hungernde Kinder nach England zu schicken, bis die Streiks in Dublin beigelegt waren. Auf Betreiben des katholischen Klerus in Dublin wurde sie festgenommen und der Entführung angeklagt. Die Anklage wurde später fallen gelassen.
1914 kehrte sie zur Erholung nach Südafrika zurück und leistete während des Ersten Weltkrieges freiwillige Kriegsarbeit in Frankreich.
Ab Mai 1919 beteiligte sie sich an Diskussionen über die Bildung einer einheitlichen Kommunistischen Partei. Als Mitglied der BSP ging es ihr vor allem um die Haltung der neuen Partei zur Labour Party und zur parlamentarischen Vertretung. Trotz Meinungsverschiedenheiten zwischen der BSP und der Sozialistischen Arbeiterpartei (SLP) wurde im August 1920 die Kommunistische Partei gegründet und Montefiore in das Provisorische Exekutivkomitee gewählt.
Als Montefiores Sohn 1921 an den Folgen einer Senfgasvergiftung starb, die er während seines Kriegsdienstes erlitten hatte, weigerte sich die australische Regierung, Montefiore zu erlauben, Australien zu besuchen, um sein Grab und ihre Enkelkinder zu sehen. Holman intervenierte und berief sich auf ihr Alter und ihren schlechten Gesundheitszustand. Sie stimmte schriftlich zu, keine kommunistische Propaganda zu betreiben. Die Spionage der Polizei ergab, dass sie sich den Beschränkungen widersetzte und sich mit Christian Jollie Smith anfreundete. 1924 vertrat sie in Moskau die Australische Kommunistische Partei auf dem Fünften Weltkongress der Kommunistischen Internationale.

## Aktivitäten als Autorin
Sie veröffentlichte Gedichte und übersetzte Maxim Gorki, war aber vorwiegend als Journalistin tätig. Sie schrieb von 1902 bis 1906 eine Frauenkolumne in New Age und von 1909 bis 1910 für die Zeitschrift Justice der Social Democratic Foundation. Später schrieb sie für den Daily Herald und den New York Call. Ihre Broschüren handelten von Frauen und Sozialismus, während Our Fight to Save the Kiddies ihre Aktivitäten während der Aussperrung von Dublin beschrieb, die zu ihrer Verhaftung wegen Entführungsvorwürfen geführt hatte. Sie veröffentlichte 1927 eine Autobiographie From a Victorian to a Modern.
Montefiore starb in Hastings und wurde in Golders Green in Middlesex eingeäschert.

## Ehrungen
Ihr Name und ihr Bild befinden sich mit dem von 55 anderen Unterstützerinnen und 4 Unterstützern des Frauenwahlrechts auf dem Sockel der Millicent-Fawcett-Statue am Parliament Square in London.

## Veröffentlichungen (Auswahl)
- 1898: Singings Through the Dark.
- 1913: Our Fight to Save the Kiddies.
- 1927: From a Victorian to a modern.[5]